# 召洪帕
召洪帕（Sao Hom Hpa，1906年—1960年代），缅甸掸邦第六十六代木邦土司（召法）。

## 生平
召洪帕早年曾就读于掸邦首府东枝土司学校。1925年成为第六十六代木邦（北兴威）土司。他起初支持掸邦独立，但因不获英国支持，最终他还是于1947年在《彬龙协议》上签了字。此后，曾出任北掸邦特别专员。由于意识到军队的强大，召洪帕开始与缅甸军方交好。于是，当1958年缅甸反法西斯人民自由同盟分裂、以奈温为首的看守军政府成立后，召洪帕被看守政府任命为掸邦邦长。1960年代中期，他因癌症病逝。

## 家庭
召洪帕有兄弟一人、姊妹二人。其弟召耶帕（Sao Yape Hpa）曾任掸邦警察厅副厅长。其两个姊妹分别名为喊罕、哏罕。喊罕嫁给了干崖土司、云南德宏傣族景颇族自治州首任州长刀京版，哏罕则嫁给了永贵土司、缅甸首任总统苏瑞泰。